# Lechhochwasser 1910
Das Lechhochwasser 1910 war das stärkste bekannte Hochwasser des Lechs. Es richtete entlang des gesamten Lechs große Schäden an. Am schwersten traf die Katastrophe die Stadt Augsburg.

## Verlauf
Der Alpenfluss Lech, nach Wasserführung hinter dem Inn der zweitgrößte Nebenfluss der bayerischen Donau, führte seit Menschengedenken starke Hochwasser. Sein Flussbett war ursprünglich größtenteils flach, kilometerbreit und verflochten. Fast jedes Jahr schwoll er zu einem Vielfachen seiner normalen Breite an und suchte sich in seinem Kiesschotter immer wieder ein neues Bett. Korrektionen seines Flussbetts vom ausgehenden Mittelalter bis ins 19. Jahrhundert sollten ihn vor allem flößbar machen, sie erhöhten seine Fließgeschwindigkeit, wodurch er sein Bett immer stärker eintiefte. Von Augsburg bis zu seiner Mündung in die Donau floss der Lech bereits seit den 1850er Jahren in einem künstlichen regulierten Bett, flussaufwärts aber noch weitgehend in natürlichem.
Im Juni 1910 lag in den Tiroler Bergen noch viel Schnee, den am 14. Juni starke Wolkenbrüche innerhalb kurzer Zeit zum Schmelzen brachten. Durch Zulauf von Niederschlags- und Schmelzwasser zugleich schwoll der Lech zu einem reißenden Strom an. Im Tiroler Lechtal riss er sieben Brücken fort und zahlreiche Triftklausen und Triftsperren fielen ihm zum Opfer. Bei Steeg führte er fast 300 Kubikmeter Wasser pro Sekunde – gegen im Mittel nur 12 Kubikmeter pro Sekunde.
Es gab damals noch nicht den Forggensee, der die Hochwasserspitzen hätte aufnehmen können. Am Abend des 15. Juni erreichte der Lech bei Landsberg einen Durchfluss von nach damaliger Messung über 1000 Kubikmeter pro Sekunde, nach heutiger Schätzung von über 1400 Kubikmeter pro Sekunde, und zerstörte dort das Karolinenwehr. In den Niederungen des Lechfeldes floss er bis zu vier Kilometer breit. Er reichte rechts fast bis an den Siedlungsrand von Mering und links bis in den Ort Haunstetten hinein.
In Rain, fünf Kilometer vor der Mündung in die Donau gelegen, wurde der gesamte Bereich nördlich der Altstadt überflutet und richtete in der sogenannten Vorstadt (Bereich Donauwörther Straße) große Schäden an. In Oberndorf am Lech standen sämtliche Ortsstraßen unter Wasser. Der Scheitelabfluss an der Lechmündung am 16. Juni 1910 wurde mit 1250 Kubikmeter pro Sekunde gemessen (mittlerer Abfluss 116 Kubikmeter).
Auch andere Flüsse wie die Iller führten zur gleichen Zeit stark Hochwasser und richteten große Schäden an.

## Die Zerstörung des Hochablasswehrs

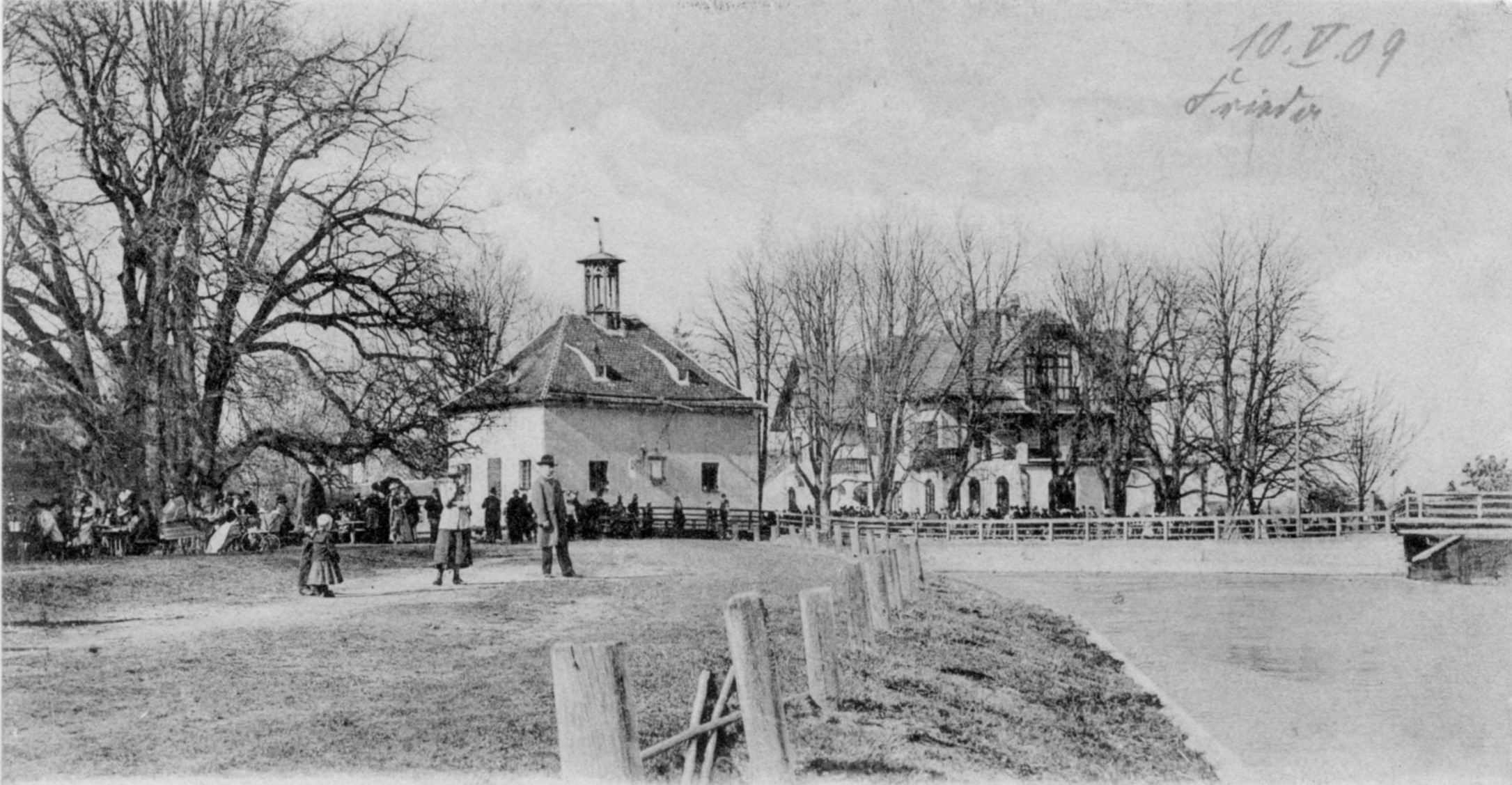
Das Schleusenhaus mit 350-jähriger Linde und Hochabass-Gaststätte vor der Überschwemmung 1910.

Am Augsburger Hochablass riss die gelbbraune Flut zunächst bei den beiden Kiesdurchlässen einen Abschnitt des zwar aus Holz gebauten, aber grundsätzlich hochwasserbewährten Wehrs ein, dann wegen der entstandenen Lücke weitere Teile des Wehrs bis hin zur Floßgasse. Daraufhin zerstörte das Wasser die Stadtbachhauptschleuse, das historische Hauptschleusengebäude von 1798 und das Restaurationsgebäude. Mit größten Anstrengungen gelang es dem angerückten Militär und der Feuerwehr, das Brunnenwerk am Hochablass, ein Bauwerk, von dem die Trinkwasserversorgung Augsburgs völlig abhing, durch Verbauen des dortigen Ufers mit Raubäumen, kiesgefüllten Kisten, Sandsäcken und anderen Naturmaterialien vor der Zerstörung zu bewahren.
Um die Gefahr weiterer Schäden zu mindern, sprengte man das komplette Hochablasswehr bis auf einen kleinen verbleibenden Stumpf am östlichen Ufer. Der Fluss riss unterhalb des Wehrs, wo sein Bett stark eingetieft war, weite Strecken des Ufers ab und zerstörte sieben Anwesen am Hochzoller Ufer. Teile von Hochzoll, Lechhausen und der Jakobervorstadt wurden überflutet. Die Gleise der Linie I der Augsburger Localbahn wurden unterspült und beschädigt. Der 52 Meter hohe Kirchturm von St. Pankratius in Lechhausen wurde stark beschädigt. Das Eisenbahnerwehr brach, wodurch die Eisenbahnbrücke bei Hochzoll in größte Gefahr geriet, da ihr Mittelpfeiler unterspült zu werden drohte. In Gersthofen wurde ein großes Stück der erst sieben Jahre alten Eisenbahnbrücke fortgerissen.

## Weitere Folgen
Die Schadenssumme des Lechhochwassers von 1910 für die Stadt Augsburg wird mit rund 5 Millionen Mark angegeben.
Auf die Flutkatastrophe folgte für Augsburg große Not durch Mangel an Wasser, denn durch den Bruch des Hochablasswehrs fielen der daraus gespeiste Hauptstadtbach und die aus diesem versorgten Lechkanäle Augsburgs trocken. Alle Wasserkraftanlagen an diesen Kanälen standen still. Große Unternehmen stellten auf kohlebetriebene Dampfmaschinen um, kleine vielfach den Betrieb völlig ein.
Da auch die gesamten Abwässer der Stadt über diese Kanäle abflossen, gefährdete ihr Trockenfallen auch die Gesundheit der Bevölkerung. An einen kurzfristigen Wiederaufbau des Hochablasswehrs war jedoch nicht zu denken. Deshalb legte man einen neuen temporären Lechanstich weiter flussaufwärts an, um den Hauptstadtbach wieder mit Wasser zu versorgen.

## Ein neues Hochablasswehr

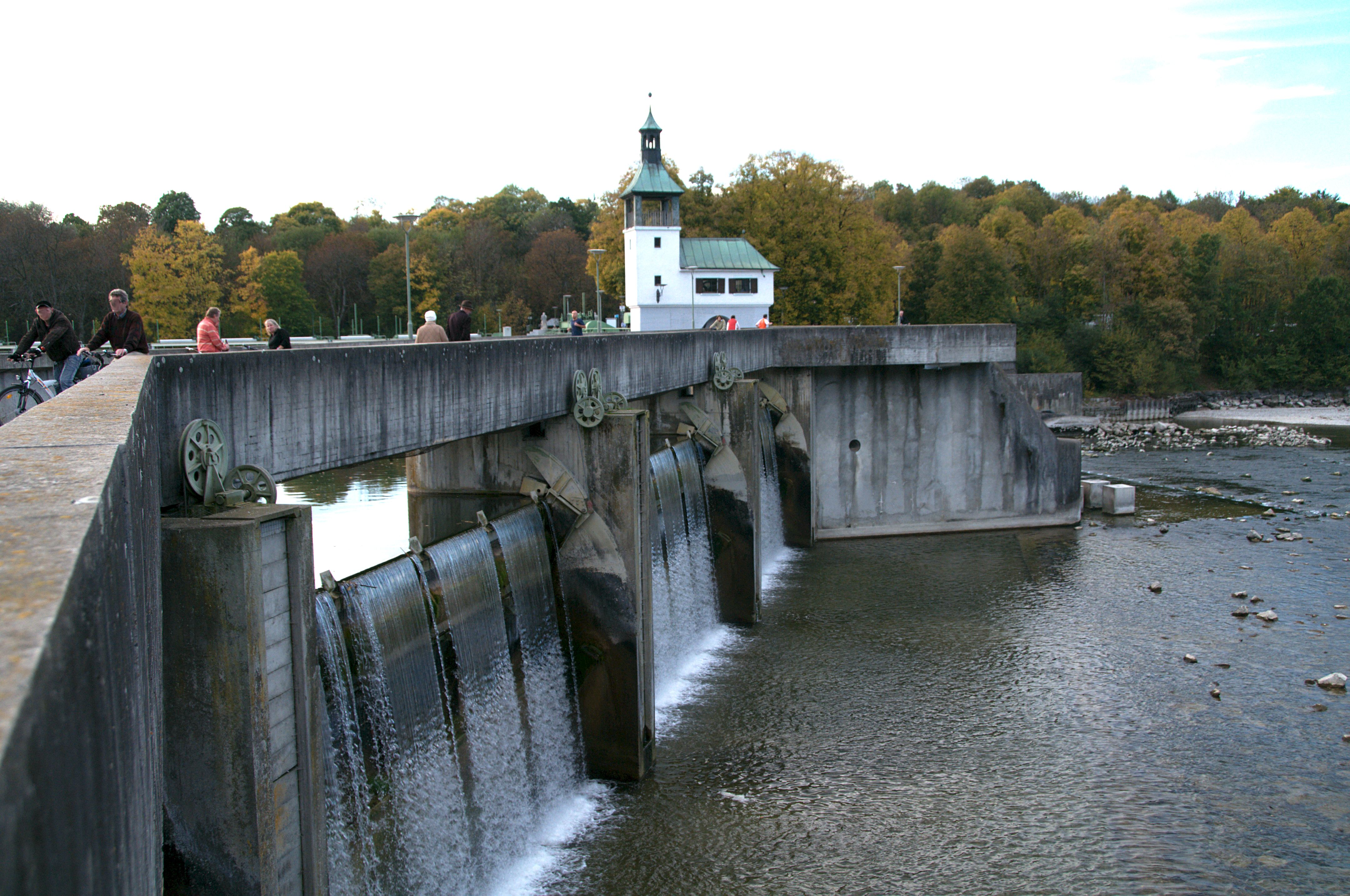
Das neue Hochablasswehr

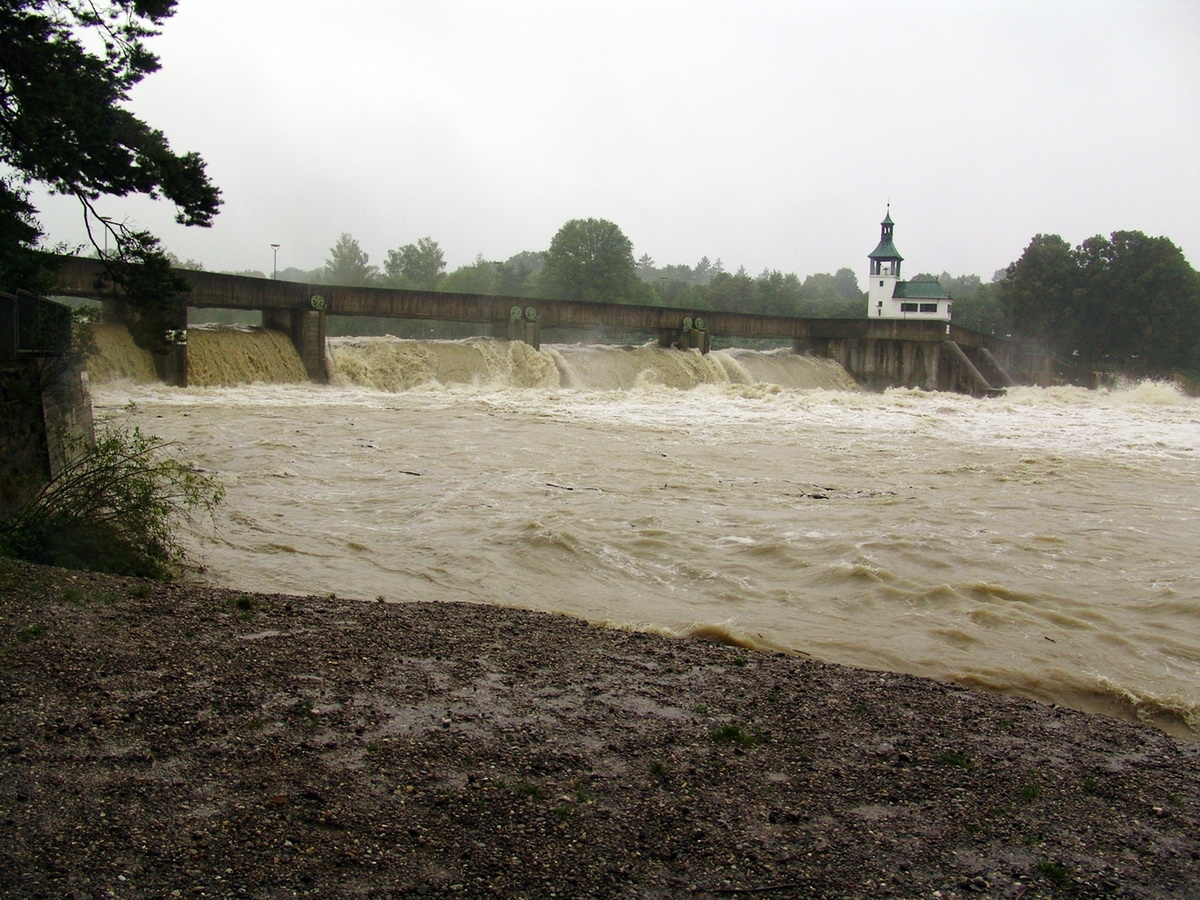
Das neue Hochablasswehr bei einem Hochwasser im August 2005 mit 800 m³/s

Im Februar 1911 begannen die Arbeiten zum Bau eines neuen Hochablasswehrs, welches erstmals in Stahlbeton und nach dem neuesten Stand der Technik ausgeführt wurde. Es wurde etwa 200 Meter vom alten Standort entfernt errichtet, die Baukosten betrugen 1,5 Millionen Mark. Am 28. Juli 1912 erfolgte die offizielle Wassereinleitung.
1914 besichtigte König Ludwig III. mit der königlichen Familie den fertiggestellten neuen Hochablass, daran erinnert heute noch ein Monument am linksseitigen Ufer des Wehrs.